# Association centrale de Mars
L'Association centrale de Mars (Centralmärzverein (CMV) ou Zentralmärzverein), est une organisation politique qui regroupe l'ensemble du mouvement démocrate allemand lancé lors de la révolution de mars 1848.
Il est considéré comme le premier parti politique moderne allemand.
C'est une organisation nationale cherchant à relier entre eux les groupes parlementaires, appelés Fraktion, et les associations démocrates hors du parlement.

## Contexte
L'idée de créer une organisation centrale remonte au congrès des démocrates à Francfort-sur-le-Main qui dure du 14 au 17 juin 1848. 234 délégués de 89 associations issues de 66 villes y participent. Le Rustikalverein (de), une association paysanne  de Silésie comptant 200 000 membres, y prend également part. Le président du congrès est Julius Fröbel. D'autres personnalités y sont comme le philosophe Ludwig Feuerbach, le meneur catholique Johannes Ronge, le socialiste de Cologne Andreas Gottschalk, ainsi que Ferdinand Freiligrath et Ludwig Bamberger. L'assemblée décide de fonder un comité central à Berlin composé de cinq membres. C'est en fait le premier parti politique moderne d'Allemagne. Il est financé grâce aux cotisations de ses membres, aussi bien les personnes que les associations. Il emploie principalement des fonctionnaires.
L'organisation sur le plan national reste toutefois relativement rudimentaire. La contre-révolution menée par Frédéric von Wrangel à Berlin le 12 novembre 1848, le déclenchement de l'état d'urgence, la dissolution de l'assemblée nationale prussienne et la répression politique qui les accompagne servent de déclencheur à la création de l'association.

## Organisation et activité

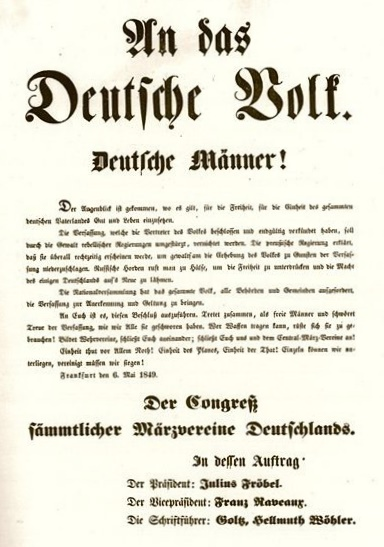
Appel du Centralmärzverein du 6 mai 1849

À la suite des événements de Berlin, le centre de décision redevient Francfort. Le 21 novembre, les députés de la fraction Donnersberg, du Deutscher Hof et d'une partie la fraction Westendhall rassemblent leurs forces et forment ensemble le Centralmärzverein. Ils représentent environ 40 % des députés. Leur objectif premier est de défendre les acquis de la révolution de mars. Sur le plan de l'organisation, l'association en chapeaute de nombreuses autres et a une structure légère. Elle distribue des manifestes et des tracts à ses membres, diffuse les articles de presse, anime l'assemblée nationale et organise des manifestations.
Les sujets de discussion principaux sont la constitution prussienne, les actions à mener pour garantir les droits fondamentaux et surtout la campagne pour la Constitution du Reich, c'est-à-dire la campagne révolutionnaire qui traverse le pays pour imposer aux États allemands la ratification de la constitution de Francfort votée le 28 mars 1849.
La base de l'association est constituée des antennes locales qui soutiennent l'action des députés.
Les associations constitutionnelles libérales ne rejoignent en général pas la Centralmärzverein.
Par contre, les Rustikalvereine silésiennes, les Vaterlandvereine saxonnes et les Volksvereine wurtembergeoises rejoignent massivement le mouvement.
Ainsi plus de 85 % des villes prussiennes de plus de 9 000 habitants disposent d'une antenne locale.
L'association ne touche cependant pas que les citadins : les paysans sont nombreux à y adhérer, comme l'exemple de la Silésie le montre. La fédération se développe donc très rapidement et devient la plus grande association de la période révolutionnaire. En mars 1849, elle compte environ 950 associations et 500 000 membres.
Dans les villes, ces associations sont soutenues par les associations locales de travailleurs, de sport, de chant ou de tir, si bien que le mouvement démocrate, de gauche, dispose d'un large soutien dans la population, bien plus que les autres mouvements politiques.

## L'association et la campagne pour la constitution du Reich
Le Centralmärzverein tient un rôle central dans la campagne pour la constitution du Reich de mai 1849.
Le 6 mai, elle tient une assemblée présidée par Fröbel qui s'attelle à la préparation des combats révolutionnaires.
La population est appelée à prendre les armes, à être fidèle à la constitution et à s'organiser en groupes de combat.
Ce n'est pas une nouvelle révolution mais une campagne pour « mettre en application la décision du Reich contre les princes ne respectant pas la constitution ».
En mai et juin, de nombreuses émeutes éclatent, la plupart menées par le Centralmärzverein.
La fin de la révolution marque du même coup la fin de l'organisation.